# العبائل (جبلة)

تعديل مصدري - تعديل

العبائل محلة تابعة لقرية الجراجر، التابعة لعزلة الربادي بمديرية جبلة إحدى مديريات محافظة إب في الجمهورية اليمنية، بلغ تعداد سكانها 126 حسب تعداد اليمن لعام 2004.